# Rio Gameleira Grande
O rio Gameleira Grande é um curso d'água brasileiro que banha o estado do Tocantins. 
É um dos formadores da região hidrográfica do rio Tocantins, ao compor a Bacia do rio Manuel Alves Grande, rio este que recebe as águas do rio Vermelho, o qual, por sua vez, recebe as águas do rio Gameleira Grande.
Este rio corta a cidade de Recursolândia, além de se caracterizar por alagamentos e enchentes que ocorrem nas épocas de grande pluviosidade.